# Qala-e Mafushad
Qala-E-Mafushad es una aldea ubicada en el Distrito de Vaján, provincia de Badajsán, en Afganistán. 

## Descripción
Se ubica en el punto mas Oriental del país y cerca de la frontera con China. Es un asentamiento Kirguís ubicado en el Pequeño pamir, al este del Lago Chaqmaqtin, en el sitio conocido como el Corredor de Vaján. Debido a su favorable ubicación geográfica, ha sido propuesta como una terminal de un futuro corredor ferroviario (Corredor 6) del Plan Ferroviario Nacional de Afganistán, que permitiría trasladar mercancías hasta Sinkiang.